# 뤼치네강
뤼치네강(Lütschine)은 스위스 베른고원 지역에 있는 강이다. 뤼치네강은 두 지류가 합류하는 츠바이뤼치넨에서 뵈니겐의 브리엔츠호까지 흐른다. 검은 뤼치네강(Schwarze Lütschine)은 그린델발트에서 츠바이뤼치넨으로 흐른다. 하얀 뤼치네강(Weisse Lütschine)은 라우터브루넨 계곡에서 츠바이뤼치넨으로 흐른다. 강의 길이는 8.6 km이고, 그 중 검은 뤼치네강은 길이가 12.3 km이고, 하얀 뤼치네강은 13.1 km이다.
두 강에 사는 마을 사람들 사이에 우스갯소리로 구전되는 이야기가 있다. 하얀 뤼치네강의 사람들은 “검은강 쪽 사람들이 너무 더러워서 강이 검게 변했다”고 말했고, 검은 뤼치네강의 마을 사람들은 “하얀강 쪽 사람들이 한 번도 씻지 않았기 때문에 다른 지류는 완벽하게 흰색으로 유지되었다”고 말한다고들 한다.
현재 겨울에 츠바이뤼치넨에 서서 지켜보면 낮 동안 동쪽의 검은 뤼치네강 계곡은 어둡고, 그늘지고, 춥지만, 남쪽(라우터브루넨 계곡)으로 뻗어 있는 하얀 뤼치네강 계곡은 맑고, 밝다는 것을 알 수 있다.